# Una cabeza cortada
Una cabeza cercenada es una novela satírica, a veces absurda, de Iris Murdoch de 1961. Fue la quinta novela publicada de Murdoch.
Los temas principales son el matrimonio, el adulterio y el incesto dentro de un grupo de personas cultas y educadas. Ambientada en Londres y sus alrededores, retrata una lucha de poder entre adultos de clase media que tienen la suerte de estar libres de problemas reales. Una cabeza cercenada fue un presagio de la revolución sexual que afectaría a Gran Bretaña en los años 1960 y 1970.

## Trama
Martin Lynch-Gibbon es un acomodado comerciante de vinos de 41 años cuyo matrimonio sin hijos con una mujer mayor llamada Antonia ha sido más por conveniencia que por amor. Nunca se le ocurre que su aventura secreta con Georgie, una joven académica veinteañera, pueda ser inmoral. Martin se sorprende cuando su mujer le cuenta que ha estado teniendo una aventura con Palmer Anderson, su psicoanalista y amigo de la pareja. Antonia informa a Martin de que quiere divorciarse de él y casarse con Anderson.
Martin se muda de su casa londinense en Hereford Square. Antes de mudarse oficialmente, Martin visita la casa de su hermano Alexander, cerca de Oxford. Allí se entera de que Antonia ya ha escrito a Alexander sobre el divorcio, lo que deja a Alexander bastante conmocionado. Más tarde, Martin regresa a Hereford Square, donde Antonia, que ahora actúa como una figura materna para él, intenta preparar su nuevo alojamiento. Después de discutir con Antonia, va a la estación a recoger a Honor Klein, hermanastra de Palmer, una profesora de antropología que está de visita en Cambridge.
Martin sigue sin querer reconocer públicamente su romance con Georgie, y mucho menos comprometerse con ella. Unos días más tarde, Martin visita por fin a Georgie. Mientras Georgie quiere hacer público su romance, Martin se niega porque cree que «hará daño» a Antonia. Sin embargo, deciden ir a Hereford Square para que Georgie pueda ver la casa. Mientras Martin se la enseña, oyen a alguien llegar a la casa. Suponiendo que se trata de Antonia, Martin apresura a Georgie a salir por la puerta trasera, a pesar de sus protestas de que desea conocer a Antonia. El visitante inesperado resulta ser Honor, que se fija en el bolso de Georgie que se dejó olvidado al salir corriendo por la puerta. Tras el suceso, Martin intenta ponerse en contacto con Georgie pero no lo consigue y pronto regresa a la casa. Allí descubre que Palmer y Antonia saben de su relación con Georgie. Martin encuentra a Georgie y se entera de que Honor Klein ha desvelado su secreto. Poco después Georgie se encuentra con Antonia en una situación incómoda.
Más tarde, tras un desayuno con Antonia, en el que deciden que Martin debería tomarse unas cortas vacaciones, Martin llama a Georgie, sólo para descubrir que su hermano Alexander está allí. Martin se enfurece aún más cuando descubre que Honor Klein fue la persona que les presentó. Tras regresar borracho a Hereford Square, Martin se pelea con Honor. Tras escribir unas cartas de disculpa y esperar dos días, Martin intenta encontrar a Antonia y Honor, sólo para descubrir que Antonia se ha ido y Honor ha vuelto a Cambridge.
Por aquel entonces, Martin se da cuenta de que está locamente enamorado de Honor. La sigue hasta Cambridge y, en mitad de la noche, irrumpe en su casa, donde la encuentra en la cama con su hermanastro Palmer. Aunque Martin no informa a Antonia de este encuentro incestuoso, Palmer cree que lo ha hecho y empieza a actuar de forma extraña con Antonia. Antonia decide que debería estar con Martin en su lugar, lo que provoca que Martin interrumpa su romance con Georgie. Unos días más tarde, Alexander se presenta para informar a Martin de que se ha prometido con Georgie, lo que reaviva los sentimientos de Martin por ella y le hace sentirse muy disgustado.
Tras un airado enfrentamiento con Palmer, que anuncia que Honor y él viajarán al extranjero, Martin recibe un paquete de pelo de Georgie. Martin descubre a una Georgie inconsciente, que ha intentado suicidarse, y se reúne con Honor mientras esperan a la ambulancia. Tras una escena en el hospital donde todos están reunidos, Martin confiesa su amor a Honor. Honor le dice que lo sabe pero que no importa porque se marcha. Poco después, Antonia le confiesa a Martín que también se acuesta con su hermano mayor, Alejandro, desde que los presentó, y que se van a casar. Al final, Palmer y Georgie se van juntos, Alexander y Antonia están juntos, y Honor se queda en Inglaterra con Martin.

## Temas
En Una cabeza cercenada, Murdoch consigue presentar a un burgués de mediana edad que al principio se considera un superviviente, pero se da cuenta de que en realidad es una víctima. A lo largo de la novela, todos los personajes principales insisten en que hace tiempo que han superado la moral convencional, que son agentes libres en el sentido más auténtico de la palabra, pero a pesar de su hedonismo la postura moral residual de Lynch-Gibbon no desaparece. Murdoch es especialmente buena a la hora de transmitir la atmósfera de benevolencia y la aparente falta de rencor entre los individuos que han agraviado y han sido agraviados. ("No es en absoluto nuestra idea que nos abandones. De una manera extraña y bastante maravillosa no podemos prescindir de ti. Nos aferraremos a ti, cuidaremos de ti», le dice Anderson a Lynch-Gibbon, que se ve a sí mismo como un cornudo más que como otra cosa). A veces divertida, otras triste, Una cebeza cercenada también trata temas más serios como el aborto (Georgie interrumpe su embarazo en una fase temprana de su relación con Lynch-Gibbon) y el intento de suicidio (de nuevo es Georgie quien intenta quitarse la vida tras ser rechazada tanto por Lynch-Gibbon como por su hermano).
A pesar de estos tintes serios, muchos lectores consideran que Una cabeza cercenada es la más entretenida de las novelas de Murdoch. En palabras del novelista británico William Sutcliffe: «De todas las novelas en las que mucha gente jode a mucha otra gente, ésta es probablemente la mejor, y sin duda la más extraña». Con menos filosofía y más sexo que los otros libros de Murdoch, es una alegría ver a esta maravillosa escritora soltarse la melena (y las bragas)". 

## Adaptaciones
Junto con J.B. Priestley, Murdoch adaptó su libro al teatro. La obra, dirigida por Val May, se estrenó en el Theatre Royal de Bristol en mayo de 1963. En julio de 1963, se trasladó al Criterion Theatre de Londres, donde se representó durante 1.044 representaciones. En Nueva York, tras cuatro preestrenos, la producción de Broadway, también dirigida por May, se estrenó el 28 de octubre de 1964 en el Royale Theatre, donde sólo duró 29 representaciones. En el reparto figuraban Sheila Burrell, que retomaba su papel de Honor Klein, Robin Bailey, que volvía a encarnar a Martin Lynch-Gibbon, y Jessica Walter, que interpretaba a Georgie. La novela también fue llevada al cine en 1970, con Claire Bloom, Lee Remick, Richard Attenborough e Ian Holm como protagonistas. El guion fue escrito por Frederic Raphael.
Una adaptación en cinco partes de Una cabeza cercenada, de Stephen Wakelam, apareció en la serie de la BBC Radio 4: 15 Minute Drama en agosto de 2015. Los actores fueron Julian Rhind-Tutt como Martin Lynch-Gibbon, Helen Schlesinger como Honor Klein y Victoria Hamilton como Antonia Lynch-Gibbon.. 